# Angelica (botanica)
Angelica L., 1753 è un genere di piante della famiglia delle Apiacee.

## Descrizione

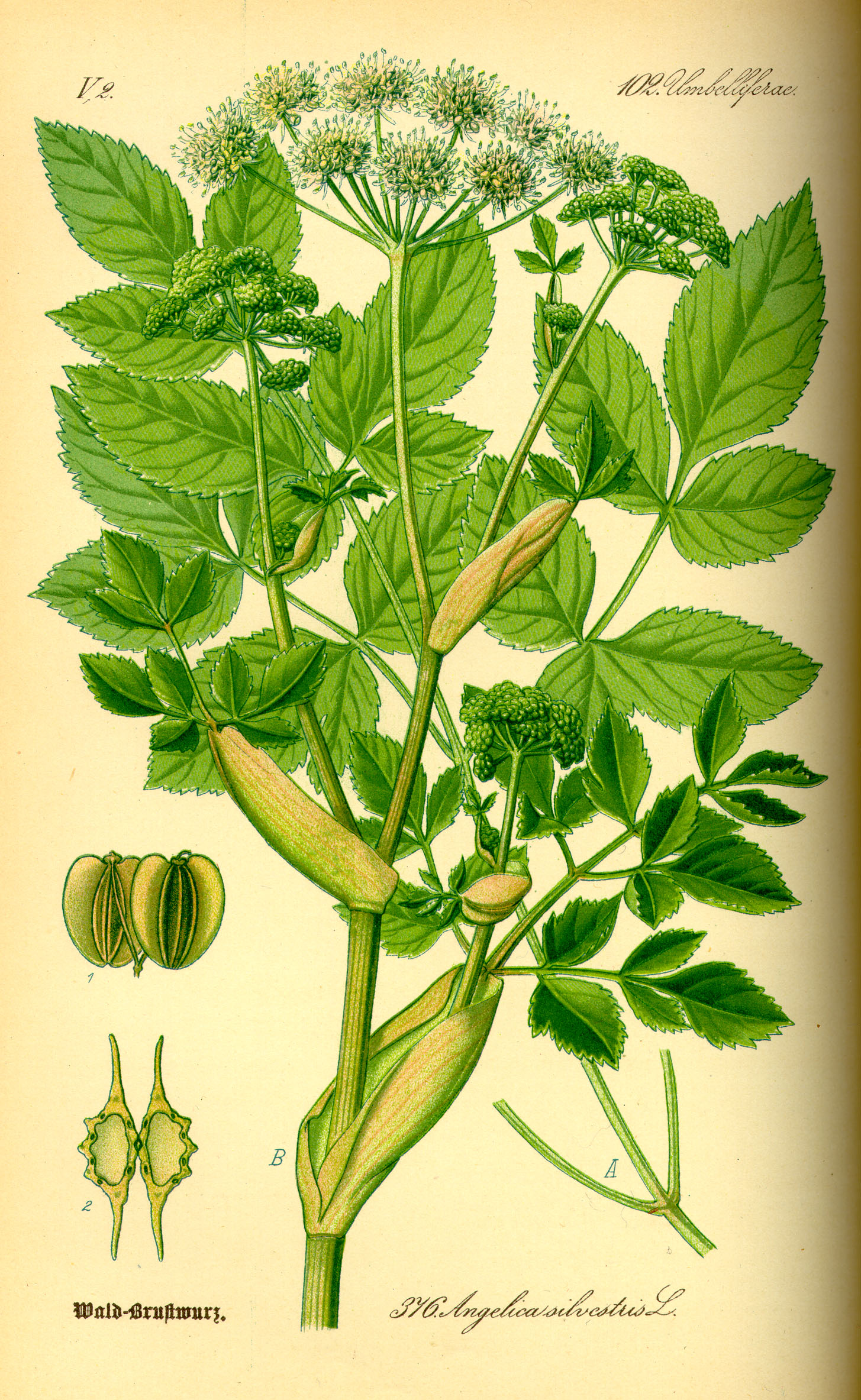
Angelica sylvestris
Tavola botanica da Thomé, Flora von Deutschland, Österreich und der Schweiz 1885

Il genere comprende piante erbacee perenni o biennali, che possono raggiungere anche i 2 m di altezza.
Hanno in genere un portamento eretto con un fusto robusto, percorso da numerose scanalature e molto ramificato.
Le foglie sono alterne, di colore verde, più chiaro nella pagina inferiore e portate su lunghi piccioli e provviste di un'ampia guaina.

## Tassonomia
Il genere comprende oltre un centinaio di specie:
- Angelica acutiloba (Siebold & Zucc.) Kitag.
- Angelica adzharica Pimenov
- Angelica ampla A.Nelson
- Angelica anomala Avé-Lall.
- Angelica apaensis  R.H.Shan & C.C.Yuan
- Angelica archangelica L.
- Angelica arguta Nutt.
- Angelica atropurpurea L.
- Angelica biserrata  (R.H.Shan & C.Q.Yuan) C.Q.Yuan & R.H.Shan
- Angelica brevicaulis  (Rupr.) B.Fedtsch.
- Angelica breweri A.Gray
- Angelica californica   Jeps.
- Angelica callii Mathias & Constance
- Angelica canbyi J.M.Coult. & Rose
- Angelica capitellata  (A.Gray) Spalik, Reduron & S.R.Downie
- Angelica cartilaginomarginata  (Makino ex Y.Yabe) Nakai
- Angelica cincta H.Boissieu
- Angelica cryptotaeniifolia Kitag.
- Angelica cyclocarpa (C.Norman) M.Hiroe
- Angelica czernaevia (Fisch. & C.A.Mey.) Kitag.
- Angelica dabashanensis C.Y.Liao & X.J.He
- Angelica dahurica (Hoffm.) Benth. & Hook.f. ex Franch. & Sav.
- Angelica dailingensis  Z.H.Pan & T.D.Zhuang
- Angelica dawsonii S.Watson
- Angelica decurrens (Ledeb.) B.Fedtsch.
- Angelica decursiva (Miq.) Franch. & Sav.
- Angelica duclouxii Fedde ex H.Wolff
- Angelica edulis Miyabe ex Y.Yabe
- Angelica erythrocarpa H.Wolff
- Angelica genuflexa Nutt.
- Angelica gigas Nakai
- Angelica glauca Edgew.
- Angelica gmelinii (DC.) Pimenov
- Angelica grayi (J.M.Coult. & Rose) J.M.Coult. & Rose
- Angelica grosseserrata  Maxim.
- Angelica hakonensis  Maxim.
- Angelica hendersonii J.M.Coult. & Rose
- Angelica heterocarpa M.J.Lloyd
- Angelica hohuanshanensis S.S.Ying
- Angelica inaequalis  Maxim.
- Angelica indica Pimenov & Kljuykov
- Angelica japonica   A.Gray
- Angelica kaghanica Ishtiaq & Qureshi
- Angelica kangdingensis  R.Shan & F.T.Pu
- Angelica keiskei (Miq.) Koidz.
- Angelica kingii (S.Watson) J.M.Coult. & Rose
- Angelica komarovii (Schischk.) V.N.Tikhom.
- Angelica laxifoliata  Diels
- Angelica lignescens Reduron & Danton
- Angelica likiangensis  H.Wolff
- Angelica lineariloba A.Gray
- Angelica longeradiata (Maxim.) Kitag.
- Angelica longicaudata  C.Q.Yuan & R.H.Shan
- Angelica longipes H.Wolff
- Angelica lucida L.
- Angelica macroserrata Charit.
- Angelica major Lag.
- Angelica maowenensis C.Q.Yuan & R.H.Shan
- Angelica megaphylla Diels
- Angelica minamitanii T.Yamaz.
- Angelica × mixta Nyár. ex Todor
- Angelica morii Hayata
- Angelica morrisonicola Hayata
- Angelica muliensis C.Y.Liao & X.G.Ma
- Angelica multicaulis Pimenov
- Angelica multisecta Maxim.
- Angelica nakaiana  (Kitag.) Pimenov
- Angelica nelsonii J.M.Coult. & Rose
- Angelica nitida H.Wolff
- Angelica nubigena (C.B.Clarke) P.K.Mukh.
- Angelica oreada (Diels) M.Hiroe
- Angelica pachycarpa Lange
- Angelica paeoniifolia R.H.Shan & C.C.Yuan
- Angelica pinnata  S.Watson
- Angelica pinnatiloba R.Shan & F.T.Pu
- Angelica polymorpha Maxim.
- Angelica pseudoselinum H.Boissieu
- Angelica pseudoshikokiana  Kitag.
- Angelica pubescens Maxim.
- Angelica pyrenaea (L.) Spreng.
- Angelica razulii Gouan
- Angelica remotiserrata Tuncay & Akalın
- Angelica roseana L.F.Hend.
- Angelica saxatilis Turcz. ex Ledeb.
- Angelica saxicola Makino ex Y.Yabe
- Angelica setchuenensis  Diels
- Angelica shikokiana Makino ex Y.Yabe
- Angelica sinanomontana Kitag.
- Angelica sinensis  (Oliv.) Diels
- Angelica sylvestris L.
- Angelica taiwaniana S.S.Ying
- Angelica tarokoensis Hayata
- Angelica tenuisecta (Makino) Makino
- Angelica ternata Regel & Schmalh.
- Angelica tianmuensis  Z.H.Pan & T.D.Zhuang
- Angelica tomentosa S.Watson
- Angelica triquinata Michx.
- Angelica turcica Hamzaoğlu & Koç
- Angelica ubadakensis (Makino) Kitag.
- Angelica ursina (Rupr.) Maxim.
- Angelica urumiensis Mozaff.
- Angelica valida Diels
- Angelica venenosa  (Greenway) Fernald
- Angelica viridiflora  (Turcz.) Benth. ex Maxim.
- Angelica wheeleri S.Watson
- Angelica yakusimensis H.Hara
- Angelica yanyuanensis (F.T.Pu) Jing Zhou

## Proprietà
Secondo notizie pubblicate nel febbraio 2019 le foglie di Angelica keiskei, una specie diffusa in Giappone, contenendo un flavonoide, il 4,4′-dimethoxychalcone (DMC), avrebbero proprietà antiossidanti che allungherebbero la vita a molte specie animali, anche alle cellule umane, si tratta di ricerche preliminari che dovranno essere verificate e approfondite.